# 细瘦悬钩子
细瘦悬钩子（学名：Rubus macilentus）为蔷薇科悬钩子属的植物。分布在印度、尼泊尔、克什米尔、锡金、不丹以及中国大陆的西藏、四川、云南等地，生长于海拔900米至3,000米的地区，常生于路旁、水沟边、山坡以及林缘，目前尚未由人工引种栽培。

## 异名
- Rubus macilentus Camb. var. angulatus Delav.